# Amelia (Umbrien)
Amelia ist eine italienische Stadt mit 11.518 Einwohnern (Stand 31. Dezember 2023) in der Provinz Terni in der Region Umbrien. Die Stadt ist Mitglied der Cittàslow, einer 1999 in Italien gegründeten Bewegung zur Entschleunigung und Erhöhung der Lebensqualität in Städten durch Umweltpolitik, Infrastrukturpolitik, urbane Qualität, Aufwertung regionaler Erzeugnisse, Gastfreundschaft, Bewusstsein und landschaftliche Qualität.

## Geografie
Amelia liegt im südlichen Umbrien, 24 km westlich von Terni und etwa 100 Kilometer nördlich von Rom auf einem Hügel zwischen dem Tiber im Westen und der Nera im Osten.
Zu den Ortsteilen gehören Collicello, Foce, Fornole, Macchie, Montecampano, Porchiano del Monte und Sambucetole.
Die Nachbargemeinden sind: Alviano, Attigliano, Avigliano Umbro, Giove, Guardea, Lugnano in Teverina, Montecastrilli, Narni, Orte (VT) und Penna in Teverina.

## Wappen
Wappenbeschreibung: In Blau ein rechter silberner Schrägbalken mit den schwarzen Majuskeln „A P C A“ nach der Figur belegt. Ein Olivenzweig rechts und ein Eichenzweig links umgeben den Schild und sind mit einem Band in den italienischen Farben gebunden. Eine Stadtkrone schwebt über dem Wappen.

## Geschichte

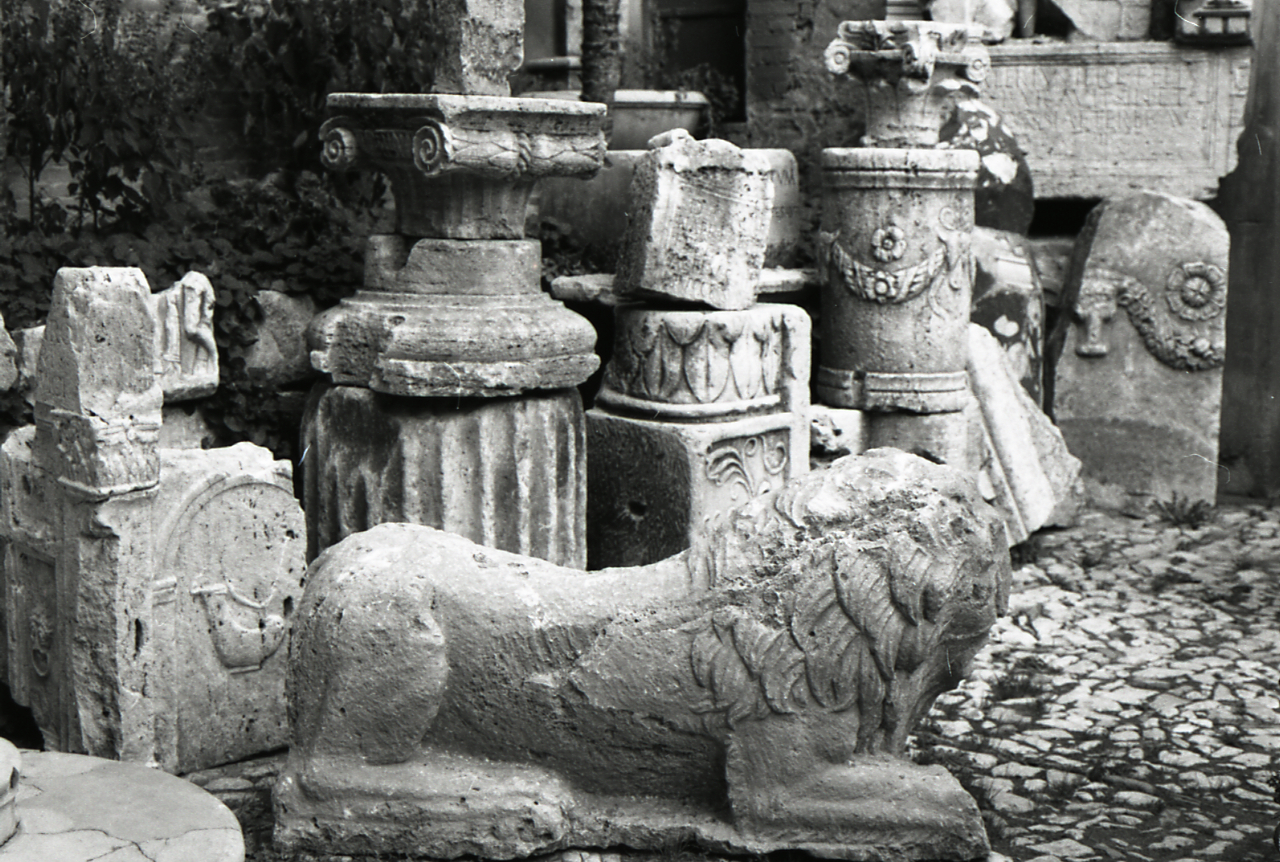
Antike Fundstücke aus Amelia, Paolo Monti, 1907

In der Antike trug die Stadt den Namen Ameria. Sie galt als sehr alte Stadt und war angeblich 964 Jahre vor dem Dritten Makedonisch-Römischen Krieg, also 1135 v. Chr., gegründet worden. Den Namen leitete man von einem angeblichen Stadtgründer Amirus ab. In der historischen Überlieferung erscheint sie allerdings bis auf wenige Ausnahmen erst im 1. Jahrhundert v. Chr., als der aus Ameria stammende Sextus Roscius von Marcus Tullius Cicero gegen den Vorwurf des Vatermords verteidigt wurde. Ameria war als Municipium Teil des römischen Tribus Clustumina und lieferte vor allem landwirtschaftliche Produkte für den römischen Markt.
Seit dem 5. Jahrhundert bestand das Bistum Amelia. Seit 1973 stand es unter der Verwaltung des Bischofs von Terni und Narni. 1983 wurde es endgültig mit dessen Amtsbereich zum Bistum Terni-Narni-Amelia vereinigt und verlor damit seine Existenz.
Teile der antiken, offenbar aus vorrömischer Zeit stammenden polygonalen Stadtmauer sind in der modernen Stadt Amelia noch zu sehen.

## Sehenswürdigkeiten
- Die „Porta Romana“, auch „Porta Busolina“ oder „Porta Pisciolina“ genannt, ist das Haupttor und eines der vier historischen Tore von Amelia. Es wurde im 1. Jahrhundert vor Christus an der Via della Repubblica errichtet.
- Der Stadtturm steht neben der Kathedrale von Amelia und ist der höchste Punkt der Stadt. Der zwölfeckige Turm wurde im Jahre 1050 errichtet und ist 30,2 Meter hoch. Die mittlere Sektion mit den schmaleren Steinen stammt aus dem 13. Jahrhundert.

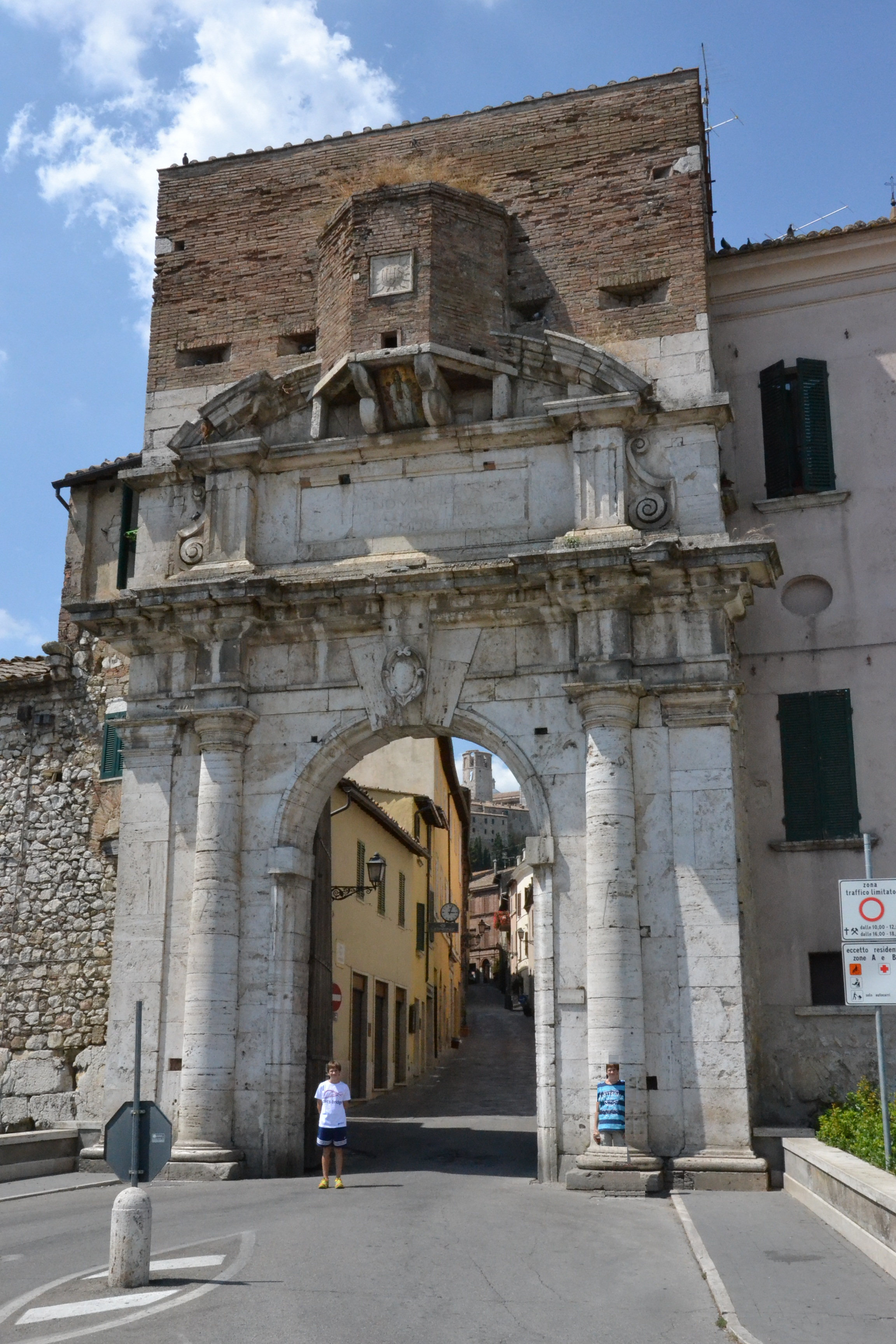
Porta Romana
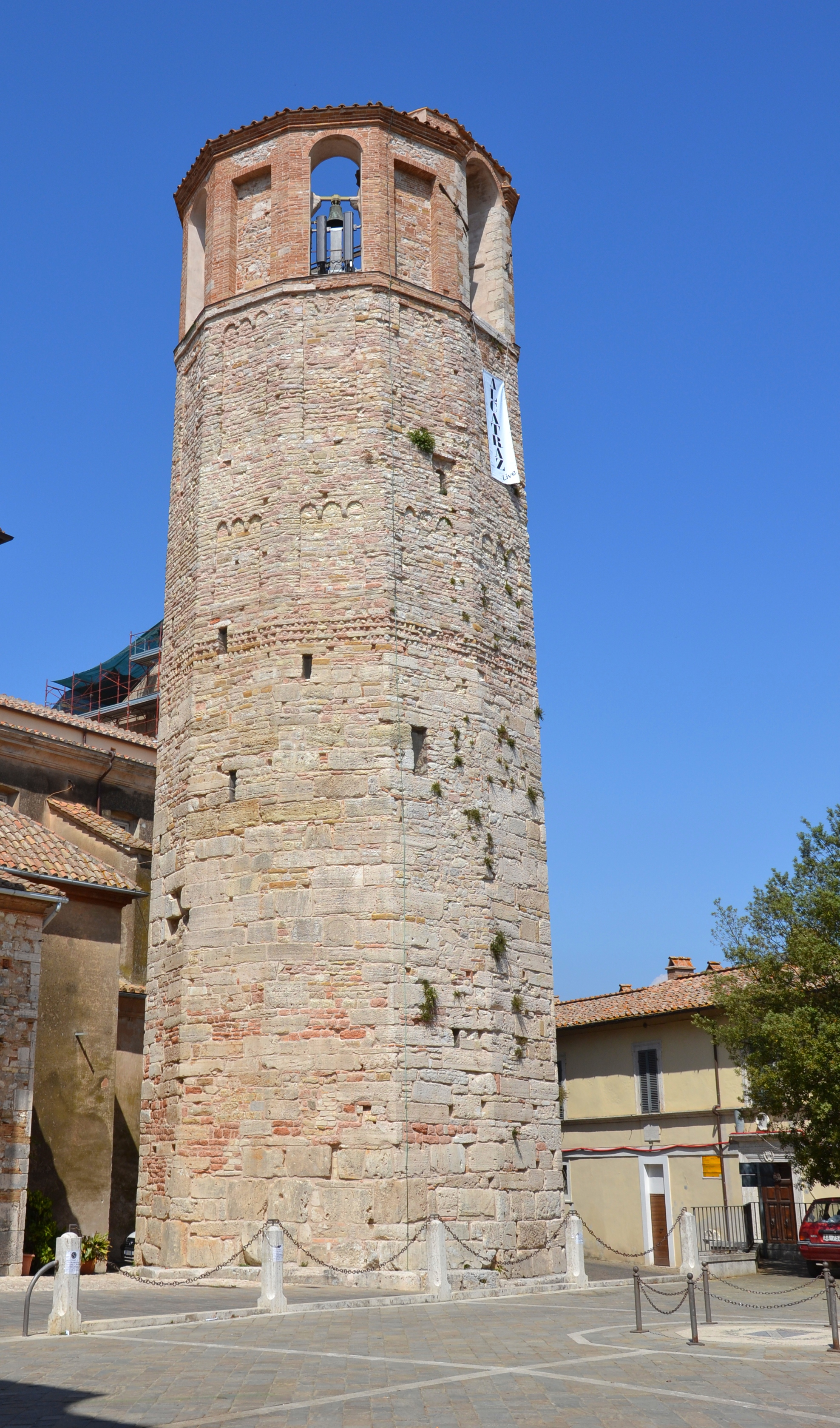
Der Stadtturm

## Wein
Mit dem Namen Amelia DOC werden Weiß-, Rosé-, Rotweine und Schaumweine angeboten. Die Weine haben seit 1989 eine „kontrollierte Herkunftsbezeichnung“ (Denominazione di origine controllata – DOC), die zuletzt am 7. März 2014 aktualisiert wurde.
Die Weintypen sind:
- die Verschnittweine Amelia Bianco und Amelia Vin Santo müssen mindestens 50 % Trebbiano enthalten. Höchstens 50 % andere weiße Rebsorten, die für den Anbau in der Region Umbrien zugelassen sind, dürfen zugesetzt werden.
- die Verschnittweine Amelia Rosso, Amelia Rosato und Amelia Vin Santo Occhio di Pernice (dt. „Auge des Rebhuhns“) müssen mindestens 50 % Sangiovese enthalten. Höchstens 50 % andere analoge Rebsorten, die für den Anbau in der Region Umbrien zugelassen sind, dürfen zugesetzt werden
- und die fast sortenreinen Weine Amelia Malvasia, Amelia Grechetto, Amelia Ciliegiolo, Amelia Sangiovese und Amelia Merlot. Diese Weine müssen zu mindestens 85 % aus der genannten Rebsorte bestehen. Höchstens 15 % andere analoge Rebsorten, die für den Anbau in der Region Umbrien zugelassen sind, dürfen zugesetzt werden.

## Partnerstädte
- Civitavecchia in Latium (Italien), seit 1995
- Stylida in Mittelgriechenland, seit 2002
- Joigny in Burgund (Frankreich), seit 2005
- Odelzhausen in Oberbayern (Deutschland), seit 2018[6]

## Persönlichkeiten

### Söhne und Töchter der Stadt
- Sextus Roscius (1. Jahrhundert v. Chr.), im Jahre 80 v. Chr. von Marcus Tullius Cicero vor Gericht verteidigt
- Angelus Geraldini (1422–1486), römisch-katholischer Geistlicher und Diplomat, Bischof von Sessa Aurunca und von Cammin
- Luigi Vannicelli Casoni (1801–1877), Kardinal und Erzbischof von Ferrara
- Augusto Vera (1813–1885), Philosoph
- Elio Scardamaglia (1920–2001), Filmproduzent

### Mit der Stadt verbunden
- Terence Hill (* 1939), italoamerikanischer Schauspieler, Filmproduzent, Drehbuchautor und Regisseur, verbrachte einige Jahre seiner Kindheit und Jugend in Amelia.